# Caleb McLaughlin
Caleb Reginald McLaughlin (Carmel, 13 de outubro de 2001) é um ator norte-americano, mais conhecido por interpretar Lucas Sinclair na série de televisão Stranger Things da Netflix. McLaughlin começou sua carreira no palco da Broadway como o jovem Simba no musical The Lion King. Em 2017, fez uma participação na minissérie The New Edition Story como Ricky Bell.

## Biografia
McLaughlin cresceu em Carmel, Nova York. Seus pais são April e Corey McLaughlin, ele também tem duas irmãs Caitlyn e Crystal e o caçula Corey Junior, Caleb frequentou a Kent Primary School e depois frequentou a George Fischer Middle School por um ano. Ele praticou dança por um ano na Happy Feet Dance School em Carmel e depois na The Harlem School of the Arts.

## Filmografia

### Cinema
| Ano  | Título                          | Papel                    | Notas          |
| ---- | ------------------------------- | ------------------------ | -------------- |
| 2012 | Noah Dreams of Origami Fortunes | Noah                     | Curta-metragem |
| 2019 | High Flying Bird                | Darius                   |                |
| 2020 | Concrete Cowboy                 | Cole                     |                |
| 2023 | Shooting Stars                  | Dru Joyce III            |                |
| 2023 | The Book of Clarence            | Dirty Zeke               |                |
| 2024 | The Deliverance                 | Nathaniel "Nate" Jackson | [ 4 ]          |
| 2026 | Goat                            | Will Harris              | Voz            |

### Televisão
| Ano           | Título                            | Papel            | Notas                                                                   |
| ------------- | --------------------------------- | ---------------- | ----------------------------------------------------------------------- |
| 2013          | Law & Order: Special Victims Unit | Garoto           | Episódio: "Born Psychopath"                                             |
| 2014          | Unforgettable                     | Irmão mais velho | Episódio: "New Hundred"                                                 |
| 2014          | Forever                           | Alejandro        | Episódio: "The Pugilist Break"                                          |
| 2016          | Shades of Blue                    | Jay-Jay          | 3 episódios                                                             |
| 2016          | Primetime: What Would You Do?     | Criança adotada  | Episódio: "Dirty Food Handlers; Foster Abuse"                           |
| 2016–presente | Stranger Things                   | Lucas Sinclair   | Elenco principal                                                        |
| 2016          | Blue Bloods                       | Tone Lane        | Episódio: "For the Community"                                           |
| 2017          | The New Edition Story             | Ricky Bell jovem | 3 episódios                                                             |
| 2018          | Final Space                       | Gary jovem       | Episódio: "Chapter Four"                                                |
| 2018-2021     | Summer Camp Island                | Fantasma         | 2 episódios                                                             |
| 2021          | Ultra City Smiths                 | Trevor Johnson   | 6 episódios                                                             |
| 2022          | The Boys Presents: Diabolical     | Mo-Slo           | Episódio: "An Animated Short Where Pissed-Off Supes Kill Their Parents" |

### Videoclipes
| Ano  | Título                  | Artista(s) |
| ---- | ----------------------- | ---------- |
| 2017 | "Santa's Coming for Us" | Sia        |

## Teatro
| Ano     | Título        | Personagem    | Local                      |
| ------- | ------------- | ------------- | -------------------------- |
| 2012–14 | The Lion King | Simba (jovem) | Minskoff Theatre, Broadway |

## Prêmios e indicações
| Ano  | Prêmio                          | Categoria                                                                    | Indicação       | Resultado | Ref.   |
| ---- | ------------------------------- | ---------------------------------------------------------------------------- | --------------- | --------- | ------ |
| 2017 | Young Artist Awards             | Melhor Jovem Ator em Série de Televisão ou Telefilme                         | Stranger Things | Indicado  | [ 8 ]  |
| 2017 | Screen Actors Guild Awards      | Melhor Elenco em Série Dramática                                             | Stranger Things | Venceu    | [ 9 ]  |
| 2017 | BET Awards                      | YoungStars Award                                                             | Stranger Things | Indicado  | [ 10 ] |
| 2018 | NAACP Image Awards              | Melhor Ator Jovem (Série, Especial, Telefilme ou Minissérie)                 | Stranger Things | Venceu    | [ 11 ] |
| 2018 | Screen Actors Guild Awards      | Melhor Elenco em Série Dramática                                             | Stranger Things | Indicado  | [ 12 ] |
| 2018 | MTV Movie & TV Awards           | Melhor Dupla (com Gaten Matarazzo, Finn Wolfhard, Noah Schnapp e Sadie Sink) | Stranger Things | Indicado  | [ 13 ] |
| 2019 | Nickelodeon Kids' Choice Awards | Estrela Masculina de Televisão Favorita                                      | Stranger Things | Indicado  | [ 14 ] |
| 2019 | Teen Choice Awards              | Ator de Verão Escolhido                                                      | Stranger Things | Indicado  | [ 15 ] |